# Sonia Guzmán
Sonia Guzmán Klang de Hernández (Santiago de los Caballeros, Provincia de Santiago; 31 de octubre de 1946) es una bibliotecóloga, educadora y política dominicana.

## Biografía

### Primeros años, formación académica y profesional
Sonia Guzmán Klang nació en Santiago de los Caballeros, en el seno de una familia de valores cristianos. Es hija de Antonio Guzmán, presidente de la República Dominicana (1978–1982), y Renée Klang, inmigrante francesa.
La vida de Sonia Guzmán ha sido marcada por su profunda dedicación al área educativa, su cercanía a las distintos actores sociales y sus contribuciones en los ámbitos económicos y políticos. Cursó los estudios básicos en el Colegio Salvador Cucurullo en Santiago. Estudió parte del bachillerato en Boston, Estados Unidos de América, donde aprendió el idioma inglés, y luego en el Colegio Santo Domingo. Es en la Universidad de Antioquia en Medellín, Colombia, donde obtiene la Licenciatura en Bibliotecología. Consolidó su preparación académica al realizar estudios de postgrado y recibir el título de Máster en Administración Escolar, concentración en Administración Pública, de la Universidad de Puerto Rico, Recinto Río Piedras (1974-1977). 
Su trayectoria profesional en la República Dominicana inicia en la Pontificia Universidad Católica Madre y Maestra (PUCMM), en su natal ciudad de Santiago, ocupando en esta alta casa de estudios diversos cargos. Fue directora adjunta y, posteriormente, directora de la Biblioteca Central de la PUCMM (1971-1974).
En el período 1974-1976 fue la primera mujer de la República Dominicana en ocupar el cargo de Vicerrectora Académica en la PUCMM. En la década de los años 90 desempeñó los cargos de Vicerrectora Administrativa Financiera y Vicerrectora Ejecutiva. Es Consultora Permanente de la biblioteca de la PUCMM.
Su contribución al tejido social dominicano no se ha limitado a la esfera académica. Ha servido también en organismos culturales, como miembro de la Comisión Nacional Dominicana de la Organización de las Naciones Unidas para la Educación, la Ciencia y la Cultura (UNESCO) y Presidenta del Comité Asesor del Archivo Histórico de Santiago de los Caballeros. En el ámbito económico, hizo una temprana contribución como Asesora del Centro Dominicano de Promoción de Exportación (CEDOPEX). 

### Vida política y papel en la administración pública de la República Dominicana
La contribución a la dinámica política en la República Dominicana, tanto como su desarrollo en el mundo académico y en la sociedad civil, ha sido un constante para Sonia Guzmán. Durante el Gobierno del Presidente Antonio Guzmán, período en el que el país experimentó una consolidación de las instituciones democráticas, ocupó el cargo de Subsecretaria Administrativa de la Presidencia de la República. 
El Gobierno presidido por su padre se caracterizó por el “fuerte respeto a las libertades públicas, algo prácticamente desconocido en la historia de República Dominicana del siglo XX. Guzmán está considerado como el artífice de la consagración democrática dominicana, al verificarse por vez primera la alternancia de partidos políticos en el Estado por la vía electoral”   Asimismo, la lucha contra la corrupción y la despolitización del aparato político-militar fueron parte del estandarte del Presidente Guzmán. 

#### Participación durante el Gobierno del Partido Revolucionario Dominicano (2000-2004)
En el Gobierno del Partido Revolucionario Dominicano (2000-2004), su destacada preparación en el área económica la condujo a ocupar importantes posiciones. Fue la primera mujer en ostentar el cargo de Miembro Titular de la Junta Monetaria del Banco Central de la República Dominicana, negociando la explotación de la mina de oro Pueblo Viejo con la compañía canadiense Placer Dome. También se desempeñó como Secretaria de Estado de Industria y Comercio desde el 2002 hasta el 2004. Fue la segunda mujer en ocupar dicho cargo.

#### El Tratado de Libre Comercio entre Estados Unidos, Centroamérica y República Dominicana (DR-CAFTA)
Durante ese período de Gobierno, Sonia Guzmán fungió como Jefa Negociadora para el país del Tratado de Libre Comercio entre Estados Unidos/República Dominicana, acuerdo luego conocido por sus ajustes con los países Centroamericanos como DR-CAFTA. Ocupó esta función por la designación del Presidente Hipólito Mejía (2000-2004). Una de sus mayores tareas fue la creación y consolidación de una postura unificada entre las diferentes instituciones estatales y los intereses representados por los sectores productivos nacionales, en especial el sector de las Zonas Francas. 
En un artículo publicado por Maryse Robert, Jefa de la Oficina de Comercio de la Organización de los Estados Americanos (OEA), se describe la composición de la delegación dominicana liderada por Sonia Guzmán y la premura de las gestiones, dada la inclusión posterior de la República Dominicana a las negociaciones:
 “En la República Dominicana, el tiempo era esencial, ya que eran pocas las semanas para preparar los documentos y consultarlos con el sector privado y la sociedad civil. La negociación completa tomó solo tres meses. El equipo negociador estaba bajo el liderazgo de la Secretaria de Industria y Comercio y jefa negociadora Sonia Guzmán de Hernández. Los dominicanos crearon una oficina especial, la Oficina Especial para la negociación del Tratado de Libre Comercio con los Estados Unidos, encabezada por el subsecretario de Industria y Comercio, Hugo Rivera Fernández. 
 Los sectores públicos y privados trabajaron de cerca. Algunos negociadores dominicanos comentaban que los dos sectores estaban ‘del mismo lado de la acera’ (Sic.) (…)”   [Traducción libre del idioma inglés].
Años después de culminadas las negociaciones, en el año 2006, Guzmán publicó la obra titulada “La Intrahistoria del DR-CAFTA”. El periódico Hoy, en una nota de prensa de fecha 30 de diciembre de 2006, reseñó que “en la obra la autora ofrece datos reveladores sobre las negociaciones a través de las cuales la República Dominicana concertó el Tratado de Libre Comercio con los Estados Unidos y Centroamérica”.

#### Creación del Partido Revolucionario Moderno (PRM) y elecciones del año 2020 en la República Dominicana
Entre las elecciones de 2012 y 2016, surge el Partido Revolucionario Moderno (PRM), producto de las divisiones internas presentadas en el histórico Partido Revolucionario Dominicano (PRD), agrupación política con un fuerte sentido histórico en el seno del pueblo dominicano, y que aglutinó a figuras de gran calado político como Juan Bosch, José Francisco Peña Gómez, y al mismo Antonio Guzmán. 
Su experiencia política y su cercanía a las esferas decisorias en la política dominicana permitieron a Sonia Guzmán contribuir activamente a la consolidación del PRM como nueva organización política.  Pasó a formar parte de la Dirección Ejecutiva de la organización, su organismo de máxima dirección, y que tiene como tarea atender los asuntos relativos a su funcionamiento. 
Con una visión socialdemócrata y progresista, el nuevo partido debutó en las elecciones presidenciales del año 2016, obteniendo un 35 % de los votos a nivel presidencial.
En las elecciones extraordinarias presidenciales de julio de 2020, celebradas en un contexto atípico por la pandemia del Covid-19 y de la posposición de las elecciones municipales de febrero de 2020, el PRM y aliados obtuvieron el 52.52 % de los votos, alzándose victorioso el candidato presidencial, Luis Abinader, y su compañera de boleta, Raquel Peña. Sonia Guzmán formó parte de la comisión de transición designada por el entonces presidente electo como preparación para la toma de posesión del 16 de agosto de 2020. 
El 27 de julio de 2020, el presidente electo Luis Abinader anunció la nominación de Sonia Guzmán para ocupar el cargo de Embajadora Extraordinaria y Plenipotenciaria de la República Dominicana en los Estados Unidos de América. El Presidente Abinader hizo el anuncio a través de las redes sociales, uno de sus “Decretuits”, como fueran afablemente llamados por los usuarios de esta plataforma. 
La noticia de la designación de Sonia Guzmán despertó entusiasmo en distintos sectores de la vida nacional, dados sus conocimientos de primera mano de las dinámicas que rigen las relaciones diplomáticas entre la República Dominicana y los Estados Unidos. De igual forma, su dominio en los temas comerciales y económicos a causa de su papel como cabeza de la delegación dominicana durante las negociaciones del DR-CAFTA, y la confianza de los sectores productivos nacionales, contribuyen a su idoneidad para detentar la representación del Estado dominicano en los Estados Unidos. En el marco de la nueva política exterior trazada por el Presidente Abinader, la República Dominicana está llamada a revigorizar y recomponer los lazos con los EE. UU.
En julio de 2020 la prensa nacional dedicó numerosas publicaciones a la designación anunciada por el Presidente de la República. El Listín Diario publicó la noticia bajo el título “Sonia Guzmán sería la primera mujer dominicana en ocupar el puesto de embajadora en Washington”.
Asimismo, el Diario Libre informó bajo el titular “Sonia Guzmán regresará a la Administración Pública como embajadora en Washington”. También el Periódico Hoy y el Dinero, entre otros diarios nacionales de importancia, replicaron el anuncio hecho por el Presidente de la República a través de su cuenta de Twitter.
El Poder Ejecutivo designó a Sonia Guzmán como Embajadora Extraordinaria y Plenipotenciaria ante los Estados Unidos de América mediante el Decreto Núm. 673-20 de noviembre de 2020. El 23 de diciembre de 2020, la embajadora designada presentó las copias de estilo al Departamento de Estado en Washington D. C. acreditándola como Embajadora de la República Dominicana ante el Estado receptor. En un hito para la diplomacia dominicana, es la primera mujer en representar al país en los Estados Unidos. 
Diversos medios de comunicación nacionales difundieron la noticia.

## Matrimonio y familia
Se casó con José María Hernández (abogado y empresario, 1942-2010) en el año 1972. Junto a él procreó cuatro hijos: Iván José Hernández Guzmán, Carlos Antonio Hernández Guzmán, Miguel Eduardo Hernández Guzmán y Carolina María Hernández Guzmán. 
Su hijo mayor, el señor Iván José Hernández Guzmán, Vicepresidente del Partido Revolucionario Moderno en la ciudad de Santiago de los Caballeros, fue designado por el Presidente de la República como Director del Instituto de Estabilización de Precios (INESPRE) mediante el Decreto Núm. 339-20. Iván José es Ingeniero Agrónomo de profesión, egresado de la Pontificia Universidad Católica Madre y Maestra (PUCMM). 

## Distinciones recibidas
- Matrícula de Honor, Escuela Interamericana de Bibliotecología, Universidad de Antioquia, 1970.
- Supremo de Plata como Joven Sobresaliente de la República Dominicana, otorgado por los Jaycess 72, 1975.
- Condecoración de la Orden de las Nubes Propicias, República Nacionalista China, 1981.
- Condecoración de la Orden de Duarte, Sánchez y Mella, Gran Cruz Placa de Plata, 2002.

## Publicaciones
- Ejemplificación de las Reglas de Catalogación del Código de Catalogación Angloamericana. Buenos Aires. Editora Buenos Aires.
- Posibilidades de Aplicación de los Medios Electrónicos en el Almacenamiento y Recuperación de la Información en las Bibliotecas de las Universidades de FUDAC. Santiago. Pontificia Universidad Católica Madre y Maestra.
- Por qué el Bibliotecólogo Universitario es un docente. Revista Ahora, No. 347.
- Lista de Encabezamientos de Materia para Bibliotecas de Derecho y Ciencias Políticas. Santo Domingo. Universidad Nacional Pedro Henríquez Ureña-Oficina Nacional Administración y Personal, 1981. 641 p.
- La Intrahistroria del DR-CAFTA. Santo Domingo. Editora Corripio, 2006. 195p.